# هوغو بانزر
هوغو بانزر (بالإسبانية: Hugo Banzer Suárez)‏ (و. 1926 – 2002 م) هو ضابط، وسياسي من بوليفيا .
تولى منصب رئيس بوليفيا (1997-08-06–2001-08-07) .

## التعليم
تعلم في مدرسة الأمريكيتين.
| المناصب السياسية | المناصب السياسية         | المناصب السياسية |
| ---------------- | ------------------------ | ---------------- |
| سبقه             | رئيس بوليفيا 1997 - 2001 | تبعه             |

## روابط خارجية
- هوغو بانزر على موقع الموسوعة البريطانية (الإنجليزية)
- هوغو بانزر على موقع مونزينجر (الألمانية)
- هوغو بانزر على موقع إن إن دي بي (الإنجليزية)